# Васягина, Мария Павловна
Мария Павловна Васягина (14 декабря 1929, дер. Синяково, Мордовский округ) — советский казахстанский ботаник. Соавтор 6 томов из 9 «Флоры споровых растений Казахстана», Красной книги Казахстана, Красной книги СССР. Описала 126 новых видов и форм грибов различных систематических групп.
Кандидат биологических наук (1959). Лауреат Государственной премии Казахской ССР (1987).

## Биография
Окончила КазГУ (1952). После окончания вуза работала в Институте ботаники Академии наук Казахской ССР (1956—1988), старший научный сотрудник и руководитель отдела (1976-86 гг).
В 1943 году в ботаническом секторе Казахского филиала АН СССР Шварцман Софьей Рувиновной был создан отдел споровых растений. В 1966 от отдела споровых растений отделилась лаборатория биологии споровых растений под руководством д.б.н. Б. К. Калымбетова, но в 1978 году обе лаборатории были воссоединены в 1 отдел — систематики низших растений (зав. — к.б.н. М. П. Васягина). В 1981 году названный отдел был разделен на 2: отдел систематики и географии низших растений (зав. — к.б.н. М. П. Васягина) и лаборатории биологии споровых растений (зав. — к. с/х. н. С. А. Абиев). В 1985 из лаборатории биологии споровых растений были созданы две лаборатории: экспериментальной микологии (зав. — к. с/х. н. С. А. Абиев) и экспериментальной гидроботаники (зав. д.б.н. Т. Т. Таубаев).
Член Всесоюзного Ботанического общества с 1957.